# 105 стрељаних
105 стрељаних је назив за списак који је објављен 27. новембра 1944. године на насловној страни Политике, у оквиру саопштења војног суда Првог пролетерског корпуса о суђењима у Београду. Егзекуције су извршене у првих месец и по дана по ослобођењу Београда, односно највећим интензитетом од 20. октобра до 18. новембра 1944. године.
Против већине стрељаних заправо никада није вођен судски процес или су документа из судског процеса урађена накнадно и шаблонски, како би се формално испунила правна форма.
Међу стрељанима је највише било чланова и сарадника Владе народног спаса (министри, помоћници министара, окружни начелници, припадници Српске државне страже), око 38%, који су означени као недићевци. За њима су следили припадници и симпатизери Југословенске војске у Отаџбини, односно четници, којих је на списку било 20%. Иза њих следили су сарадници и агенти Гестапоа (20%), грађани означени као издајници (15%), чланови Збора и припадници Српског добровољачког корпуса (4%) и 3% осталих.
Неки од стрељаних који су се нашли на овом списку, били су секретар Српског Црвеног крста др Петар Зец (некадашњи сенатор), професор Правног факултета Универзитета у Београду др Илија Пржић, Јован Танић и Александар Цветковић (глумци Народног позоришта у Београду)...

## Структура жртава

### Недићевци

#### Влада народног спаса
Апарат Владе народног спаса Милана Недића:
- министри: 
  - Радослав Веселиновић, министар пољопривреде и исхране
  - Душан Ђорђевић, министар финансија („био повезан са Дражом Михаиловићем, коме је предавао знатне суме државног новца”[2])
  - Момчило Јанковић, комесар Министарства правде Комесарске управе и члан Владе
  - Чедомир Марјановић, министар правосуђа
  - др Јован Мијушковић министар социјалне политике и народног здравља
  - др Милош Тривунац, академик, министар просвете
- помоћници министара
  - Србислав Ђокић, помоћник министра социјалне политике и народног здравља
  - Ђура Котур, помоћник министра социјалне политике
  - др Милан Хорватски, помоћник министра финансија („организатор пљачке над нашим народом” и „одржавао тесне везе са Дражом Михаиловићем, коме је предавао знатне суме државног новца”[2])
- остали
  - пуковник Илија Бирчанин, санитетски официр Српске државне страже
  - армијски генерал Александар Стојановић, начелник Одељења за војне заробљенике и начелник Врховног војног одељења

#### Комесарска управа
- комесари:
  - Ристо Јојић, комесар Министарства просвете

### Предратни политичари
- Ђура Јанковић, министар шума и рудника у првој и другој влади Милана Стојадиновића.

### Интелектуалци и друге јавне личности
- др Бранко Поповић, декан Техничког факултета Универзитета у Београду
- др Илија Пржић, професор Правног факултета Универзитета у Београду
- др Светислав Стефановић,  оснивач је Катедре за патологију Медицинског факултета Универзитета у Београду, председник Српске књижевне задруге
- Јован Танић, редитељ и глумац Народног позоришта у Београду
- Александар Цветковић, редитељ и глумац Народног позоришта у Београду

## Списак жртава
1. Арсенијевић Владимир
2. Бабић Јосип
3. Бабовић Александар
4. Бирчанин Илија
5. Брберић Илија
6. Брковић Вујица
7. Будимир Шпире
8. Буњевић Лазар
9. Вапас Оскар
10. Веселиновић Радослав
11. Вићентијевић Боривоје
12. Галијан Владислав
13. Глишић Душан
14. Грујић Милош
15. Делетић Милоња
16. Домазет Рајко
17. Дорошки Георгије
18. Достанић Драгутин
19. Ђонић Србислав
20. Ђорђевић Душан
21. Ђумберски Никола
22. Ерор Душан
23. Живадиновић Јевто
24. Зарић Петар
25. Зец др Петар
26. Јанковић Ђура
27. Јанковић Момчило, комесар Министарства правде Комесарске управе и члан Владе народног спаса
28. Јовановић Александар М.
29. Јовановић Бранислав
30. Јовановић Бранко
31. Јовановић Велибор
32. Јовановић Зорица
33. Јоксимовић Јовица
34. Јефтић Михаило
35. Јовановић Лазар
36. Јојић Ристо
37. Коцкар Вељко
38. Кочић Миодраг
39. Крајновић Илија
40. Крнета Спасоје
41. Котур Ђуро
42. Кулунџија Добривоје
43. Лазаревић Миодраг
44. Марјановић Чедомир
45. Максимовић Ратко
46. Маринковић Драгољуб
47. Марковић Славко
48. Мачешић Михајло
49. Мијушковић Јован
50. Миловановић Драгољуб
51. Михајловић Коста
52. Маркичевић Страхиња
53. Мудрић Раде
54. Недељковић Алексије
55. Павловић Радисав
56. Паковић Витак
57. Питашевић Сотир
58. Поповић Бранко
59. Пржић Илија
60. Поморац Радисав
61. Радосављевић Блажо
62. Ристић Драгољуб
63. Радуловић Александар
64. Савић Миливоје
65. Савић Светолик
66. Стефановић Светислав
67. Спасиновић Љубомир
68. Станимировић Атанесије
69. Симић Богдан
70. Стојановић Александар
71. Сусман Антон
72. Татић Милан
73. Танић Јован
74. Терзић Вујића
75. Тодоровић Никола
76. Трбовић Марко
77. Урбанац Станко
78. Фидлер Мартин
79. Францен Сима
80. Хемпл Петко
81. Хан Иван
82. Милан Хорватски
83. Цветковић Александар
84. Џудовић Новица
85. Ћумић Чедомир
86. Шмит Јосип
87. Шнебл Душан
88. Штарк Борис
89. Араницки Миомир
90. Цветковић Мирослав
91. Ћосић Жарко
92. Херцег Фрањо
93. Димитријевић Градимир
94. Худина Јосип
95. Обрадовић Бранко
96. Ашковић Божидар
97. Милан Миловановић
98. Перишић В. Радивоје
99. Шинака В. Отокар
100. Игор А. Локар
101. Вертаг С. Алфред
102. Ђорђевић Милутин
103. Шминдлиг Ј. Јосиф
104. Вучичевић В. Добривоје
105. Даниловић Радојица